# Eniclases slipinskii
Espèce
Eniclases slipinskii est une espèce de coléoptères de la famille des Lycidae.

## Systématique
L'espèce Eniclases slipinskii a été décrite en 1991 par les entomologistes tchèques Ladislav Bocák (d) et Milada Bocáková (d).

## Répartition
Cette espèce a été découverte en Nouvelle-Guinée.

## Description
Eniclases slipinskii est un insecte de forme allongée dont le corps est noir. Sa longueur totale est comprise entre 7,2 et 8,4 mm.

## Étymologie
Son épithète spécifique, slipinskii, lui a été donnée en l'honneur de Stanisław Adam Ślipiński, un entomologiste polonais.

## Publication originale
- (en) Ladislav Bocák et Milada Bocáková, « Revision of the genus Eniclases Waterhouse, 1879 (Coleoptera, Lycidae, Metriorrhynchinae) », Mitteilungen der Münchner Entomologischen Gesellschaft, Munich, Münchner Entomologische Gesellschaft (d), vol. 81,‎ 31 décembre 1991, p. 203-226 (ISSN 0340-4943, OCLC 1645059, lire en ligne).